# Río San Martín (Tierra del Fuego)
El río San Martín es un curso natural de agua que nace en el lado chileno de la isla Grande de Tierra del Fuego, no lejos del extremo oriente de bahía Inútil, y fluye con dirección este para cruzar al lado argentino de la isla y desembocar casi en el centro de la bahía de San Sebastián.

## Trayecto
En un informe del gobierno argentino se destaca que:
proveniente de territorio chileno, este curso está delimitado hacia el norte por el cerro de los Gatos y hacia el sur por las sierras Carmen de Sylva. La longitud de este río en territorio argentino es de aproximadamente 9 km y su cuenca imbrífera de 60 km2 (CFI, 1962)

## Caudal y régimen
El río lleva un caudal de 0,42 m³/s como mediana (estadística) y de 0,19 m³/s con un probabilidad de excedencia del 85%.: 153 

## Historia
Luis Risopatrón lo describe en su Diccionario Jeográfico de Chile en las siguientes palabras:: 812 
San Martin (Rio). Es de curso tortuoso, corre hácia en NE en una pampa arenosa de muy poca inclinación, corta la línea de límites con la Arjentina en la isla Grande de Tierra del Fuego i se vacia en la bahía de San Sebastián.